# Chlorita uburchangaia
Chlorita uburchangaia är en insektsart som beskrevs av Dlabola 1965. Chlorita uburchangaia ingår i släktet Chlorita och familjen dvärgstritar. Inga underarter finns listade i Catalogue of Life.